# І прийде день...
«І прийде день…» — радянський двосерійний телефільм 1979 року, знятий режисером Михайлом Ізраїлевим на кіностудії «Молдова-фільм».

## Сюжет
Герой телефільму — голова Ради колгоспів одного з районів Молдови — далекоглядний керівник, який вирішує важливі проблеми, пов'язані з агропромисловою інтеграцією.

## У ролях
- Богдан Ступка — Кирило Мефодійович Руснак
- Микола Тимофєєв — Лукрецій Іванович Куркульов
- Аристарх Ліванов — Михайло Георгійович, секретар райкому
- Петро Баракчі — Петро Олександрович Унгуряну
- Світлана Орлова — Катя
- Любов Рибалко — Ленуца
- Юрій Кузьменко — Коля
- Марія Сагайдак — Оксана
- Йола Санько — Марія
- Іван Сидоров — Гнат
- Домніка Дарієнко — Куркульова
- Володимир Цесляк — Бадя Штефан
- Андрій Ковзун — 'онук Куркульова
- Іліє Гуцу — тракторист
- Петро Паньковський — постачальник
- Борис Зайденберг — науковий співробітник
- Альберт Акчурін — Ільїн, художник-реставратор
- Володимир Гінзбург — Олександр Анатолійович, директор Інституту
- Бено Аксьонов — журналіст
- Мефодій Апостолов — директор комбікормового заводу
- Іон Музика — бригадир
- Михайло Кононов — механізатор
- Даміан Дімітров — епізод
- Н. Закройська — епізод
- Віктор Золотарьов — епізод
- Валеріу Казаку — епізод
- І. Кайряк — епізод
- Міхай Курагеу — колгоспник
- Георге Унгуряну — епізод
- Анатолій Умріхін — епізод
- Спіру Харет — епізод
- Карп Якишин — епізод
- Ася Андрух — господиня будинку
- Васіле Зубку-Кодряну — колгоспник
- Алла Миронюк — епізод
- Сергій Ритов — епізод
- Георгій Хассо — епізод
- Людмила Колохіна — епізод
- Юрій Чекулаєв — епізод

## Знімальна група
- Режисер — Михайло Ізраїлев
- Сценарист — Всеволод Єгоров
- Оператор — Вадим Яковлєв
- Композитор — Євген Дога
- Художник — Федір Лупашко